# Lee O'Connor
Lee O'Connor (Devon, 1982) è un fumettista britannico.

## Opere sui fumetti
- Vurt
- The Confessional (2004)
- Iraq: Operation Takeover (2007)
- Finite (Space Doubles, 2008)
- Control (Phonogram: The Singles Club #3, 2009)
- The Ayatollah's Son: STARS (Ctrl.Alt.Shift Unmasks Corruption, 2009)
- Evil Star (2010)
- The Spirit and the Flesh (Heavy Metal)